# Paugus
 (juillet 2012).
Paugus était le chef des Pequawkets qui vivaient le long de la rivière Saco (Maine), qui traverse ce qui sont aujourd'hui les villes de Conway (New Hampshire) et Fryeburg (Maine). Il fut tué lors de la bataille de Pequawket en 1725[réf. nécessaire].

## Signification
Son nom a été traduit par « Le Chêne ». 

## Souvenir
- La Baie Paugus sur le Lac Winnipesaukee, près de Laconia (New Hampshire), a été nommée ainsi en sa mémoire[1].

## Sources
- George Hill Evans, Pigwacket, Conway, NH, Conway, NH Historical Society, 1939 (lire en ligne)